# KBO 리그 안타 관련 기록
- 한국 프로 야구 안타 관련 기록 - 개인
  - 한국 프로 야구 개인 통산 최다 안타
  - 한국 프로 야구 1000안타 선수
  - 한국 프로 야구 2000안타 선수
- 한국 프로 야구 안타 관련 기록 - 팀